# 桑諾鮋
桑諾鮋，為輻鰭魚綱鮋形目鮋亞目鮋科的其中一種，為亞熱帶海水魚，分布於中太平洋東部墨西哥海域，棲息深度可達30公尺，體長可達15.8公分，棲息在底層水域，生活習性不明，具有毒性。